# Ochotona hoffmanni
Ochotona hoffmanni es una especie de mamífero de la familia Ochotonidae.

## Distribución geográfica
Se encuentra en Mongolia.  